# ガーフィールドと仲間たち
『ガーフィールドと仲間たち』（原題：GARFIELD and friends）は、テレビアニメシリーズ。全7シーズン、121話。1988年9月17日から1994年12月17日までCBSにて放送。アメリカでは『Ｕ・Ｓ・エーカー』とのカップリング作品として放送。日本では、1992年5月-1994年3月にWOWOWで放映。2003年頃からはカートゥーン ネットワークにて日本語版を新たに製作し、放送されている。WOWOW版とCN版とも二ヶ国語放送である。DVDにはカートゥーン ネットワーク版が収録。

## 声の出演
- ガーフィールド - ロレンゾ・ミュージック（CN版 - 茶風林/WOWOW版 - 玄田哲章）
- ジョン - トム・ヒュージ（根本泰彦/中尾隆聖）
- オーディ  - グレッグ・バーガー（原語版流用/？）
- ナーマル - デジレ・ゴイエット（葛谷知花/兼子由利子）
- リズ - ジュリー・ペイン（よのひかり/向井真理子）
- ピエロのビンキー - トム・ヒュージ（泉尚摯/江原正士）
- 郵便屋 - グレッグ・バーガー